# Розенбергова скала самопоштовања
Розенбергова скала самопоштовања, коју је развио социолог Морис Розенберг, је мера самопоштовања од 0 до 30 која се користи у друштвено–научним истраживањима, где резултат мањи од 15 може указивати на проблематично ниско самопоштовање.
Дизајниран је слично упитницима који садрже пет позитивних и пет негативних изјава. Скала мери глобалну самовредност мерећи и позитивна и негативна осећања према себи. Оригинални узорак за који је разрађена скала се састојао од 5024 млађих и старијих ученика средњих школа из десет насумично одабраних школа у Њујорку. Розенбергова скала самопоштовања се сматра поузданим и валидним квантитативним инструментом за процену самопоштовања.
Розенбергова скала самопоштовања је преведена и прилагођена разним језицима, као што су персијски, француски, кинески, италијански, немачки, португалски и шпански. Скала се користи у међукултуралним студијама до 53 различите нације.